# Sepno (Oborniki)
Pour les articles homonymes, voir Sepno.
Sepno (prononciation : [ˈsɛpnɔ]) est un village polonais de la gmina d'Oborniki dans le powiat d'Oborniki de la voïvodie de Grande-Pologne dans le centre-ouest de la Pologne.
Il se situe à environ 10 kilomètres au sud d'Oborniki (siège de la gmina et du powiat), et à 18 kilomètres au nord-ouest de Poznań (capitale de la Grande-Pologne).

## Histoire
De 1975 à 1998, le village faisait partie du territoire de la voïvodie de Poznań.

Depuis 1999, Sepno est situé dans la voïvodie de Grande-Pologne.